# Interstate 5
Az Interstate 5 (I-5) észak–déli irányú autópálya az Amerikai Egyesült Államok nyugati partján, amely Washington, Oregon és Kalifornia államok, illetve San Diego, Los Angeles, Portland és Seattle érintésével a kanadai és a mexikói határ között húzódik. Az USA egyetlen autópályája, amely mindkét szomszédos országban folytatódik; Mexikóban Tijuana, Kanadában pedig Vancouver irányába.
Az út 1956-ban jött létre az Interstate Highway System részeként, de nyomvonalán már korábban is voltak országutak. A Washington, Oregon és Kalifornia államok által az 1910-es és 1920-as években kiépített Pacific Highway 1926-ban a U.S. Route 99 része lett. Az I-5 a Los Angeles és a Központi-völgy közötti szakasz kivételével a US-99 útvonalát követi. 1956 és 1978 között építették a US-99 elkerülő szakaszainak felhasználásával; elkészültével a 99-es számot törölték az utak listájáról.

## Nyomvonala
| állam   | mérföld | kilométer |
| ------- | ------- | --------- |
| CA      | 796,53  | 1281,89   |
| OR      | 308,14  | 495,90    |
| WA      | 276,62  | 445,18    |
| Teljes: | 1381,29 | 2222,97   |

### Államok

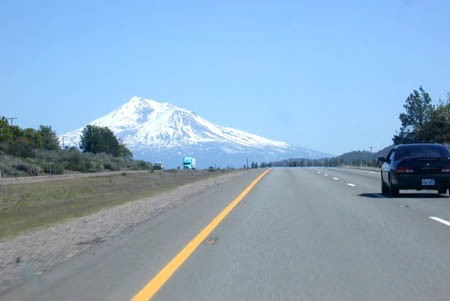
Az I-5 Mt. Shasta környékén

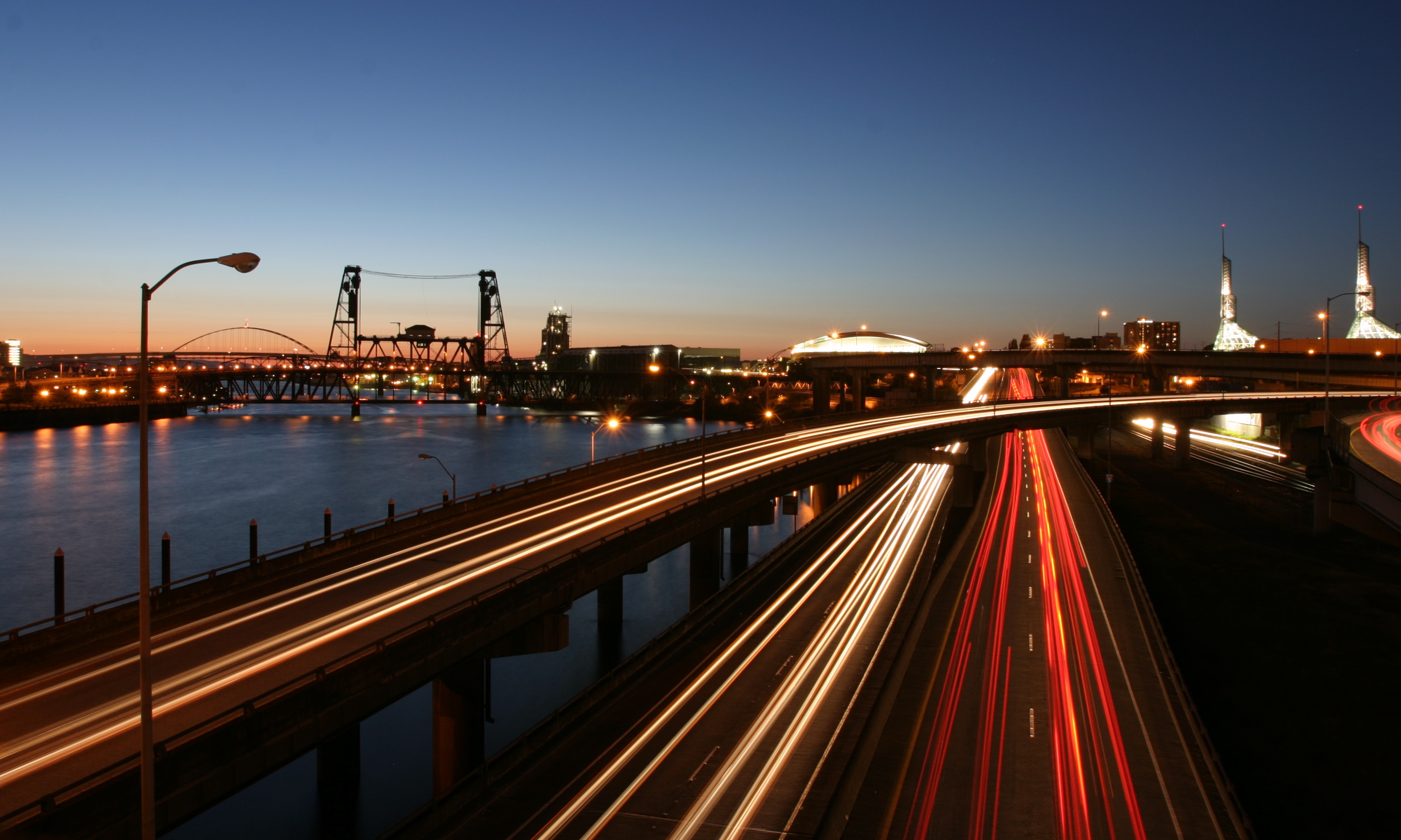
Az I-5 Portland belvárosában

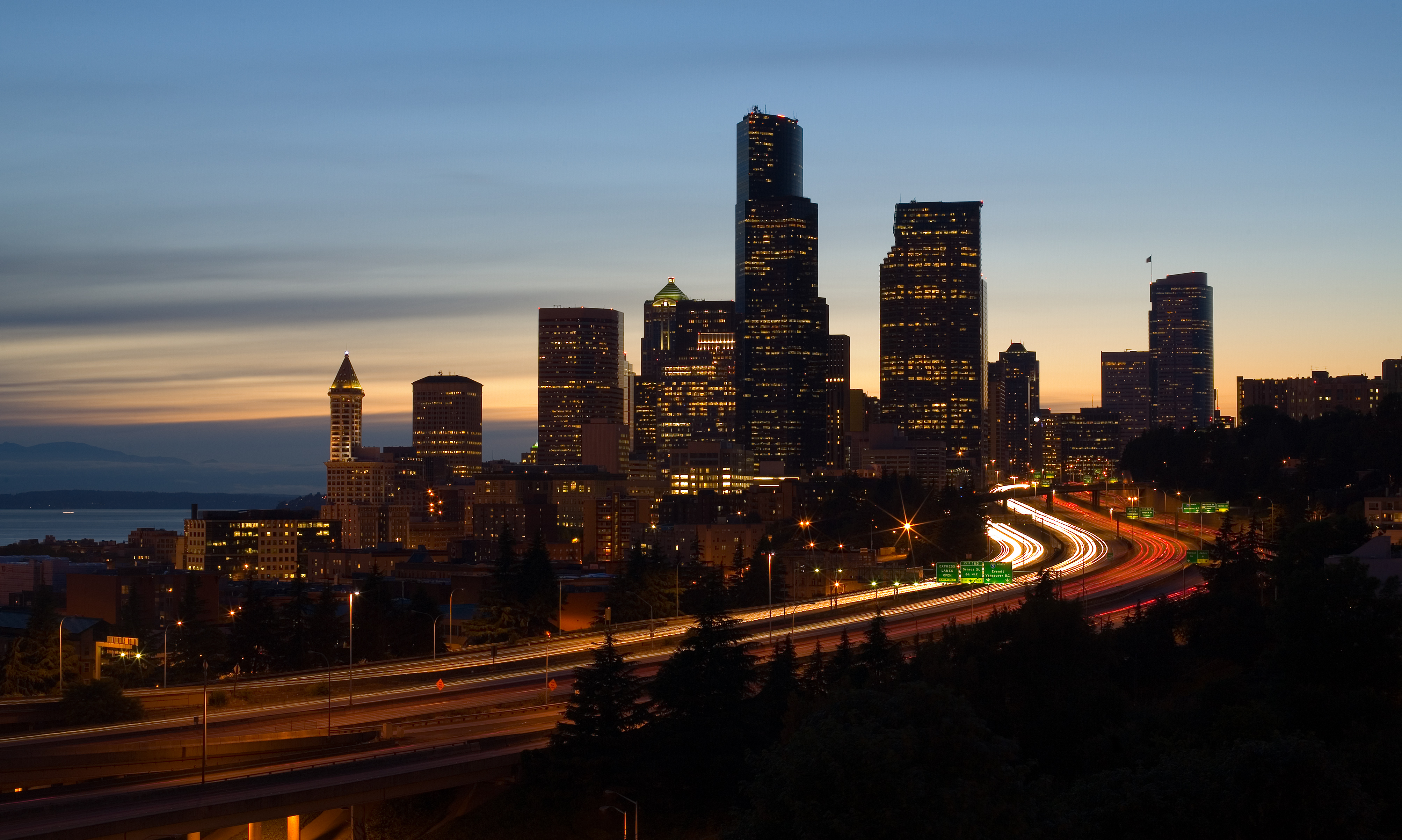
Az I-5 Seattle belvárosában

- Kalifornia
- Oregon
- Washington

### Nagyobb városok
- San Diego, Kalifornia
- Los Angeles, Kalifornia
- Sacramento, Kalifornia
- Eugene, Oregon
- Portland, Oregon
- Seattle, Washington

### Fontosabb kereszteződések
- Interstate 8 - San Diego, Kalifornia
- Interstate 10 - Los Angeles, Kalifornia
- Interstate 80 - Sacramento, Kalifornia
- Interstate 84 - Portland, Oregon
- Interstate 90 - Seattle, Washington

## Fordítás
- Ez a szócikk részben vagy egészben  az   Interstate 5 című angol Wikipédia-szócikk fordításán alapul.  Az eredeti cikk szerkesztőit annak laptörténete sorolja fel. Ez a jelzés csupán a megfogalmazás eredetét és a szerzői jogokat jelzi, nem szolgál a cikkben szereplő információk forrásmegjelöléseként.